# Groenestraat (Nijmegen)
De Groenestraat is een straat in Nijmegen-Midden.

## Route
De Groenestraat loopt vanaf de kruising met de St. Annastraat (s105), alwaar de straat in oostelijke richting overgaat in de Groenewoudseweg, naar het westen tussen de wijken Nije Veld (Willemskwartier) en de Hazenkamp. Vervolgens loopt de Groenestraat bij de Muntweg (verbinding naar het Jonkerbosplein, s100) naar het noorden tot aan de kruising met de Graafseweg (s103), waar de straat overgaat in de Wolfskuilseweg. 
De Groenestraat had al vóór 1906 deze naam.

## Buslijnen
Het centrale deel wordt bediend door de buslijnen 8 en 14 (lijn 14 kruist de Groenestraat tussen de Willemsweg en de Dobbelmanweg en lijn 8 rijdt over de Groenestraat tussen de Muntweg en de Willemsweg). Aan de oostzijde stoppen de bussen 6 en 83 bij de bushalte Groenestraat aan de St. Annastraat. Bij de Graafseweg stoppen de lijnen 2 en 99. 

## Markante punten
Aan deze straat liggen de Groenestraatkerk, rijksmonument de Agnes Reiniera Fröbelschool en Smit Transformatoren. Bij dit bedrijf wordt de Groenestraat onderbroken door de spoorlijn Tilburg - Nijmegen. 
Aan de Groenestraat zitten verspreid verschillende kleine winkels en horeca alsmede een vestiging van Albert Heijn.
Aan Groenestraat 229 ligt een begraafplaats.

## Varia
In de wijk Oosterhout had een straat vroeger dezelfde naam, die in 2009 echter is gewijzigd naar Oude Groenestraat.

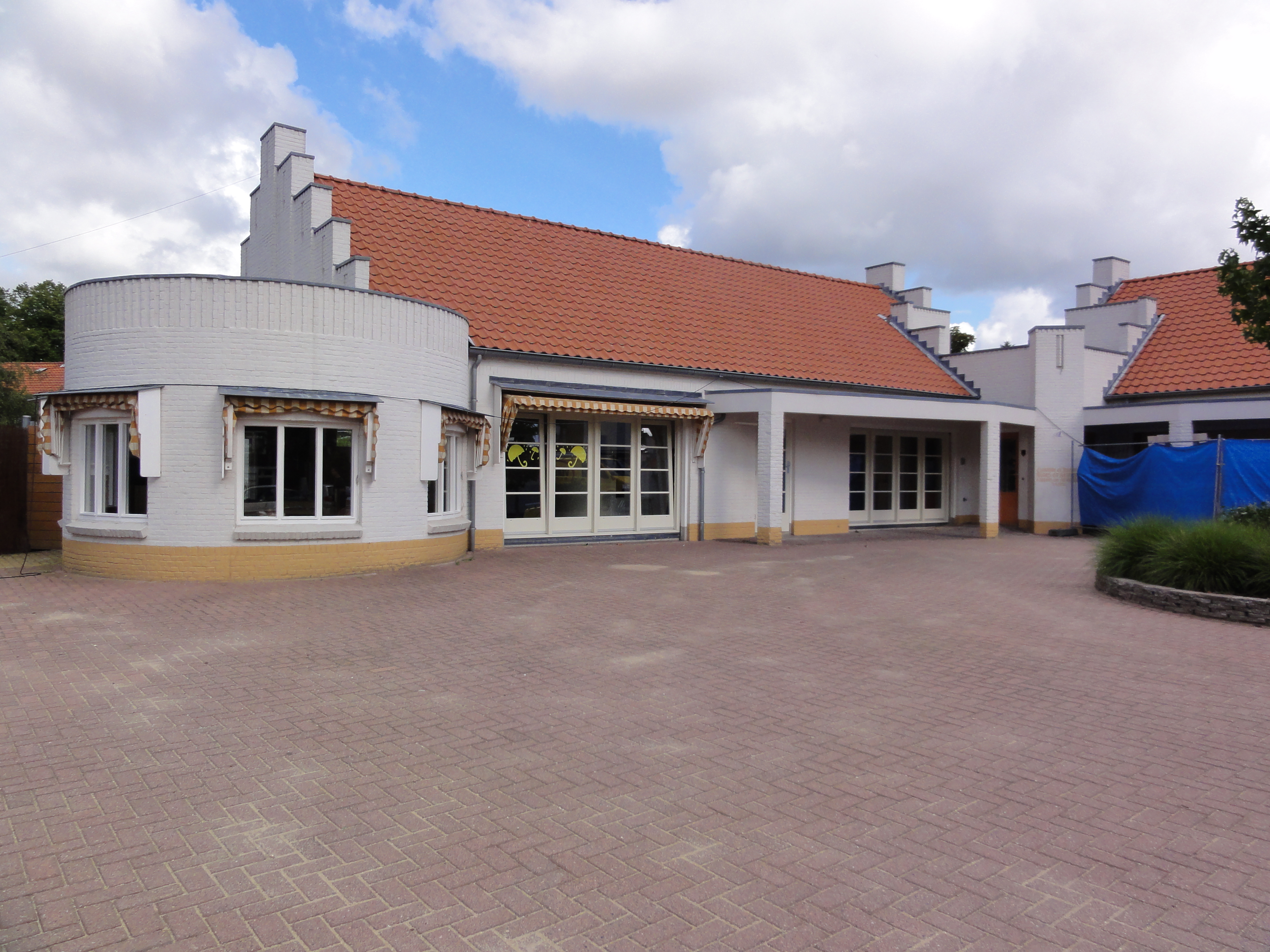
Agnes Reiniera Fröbelschool
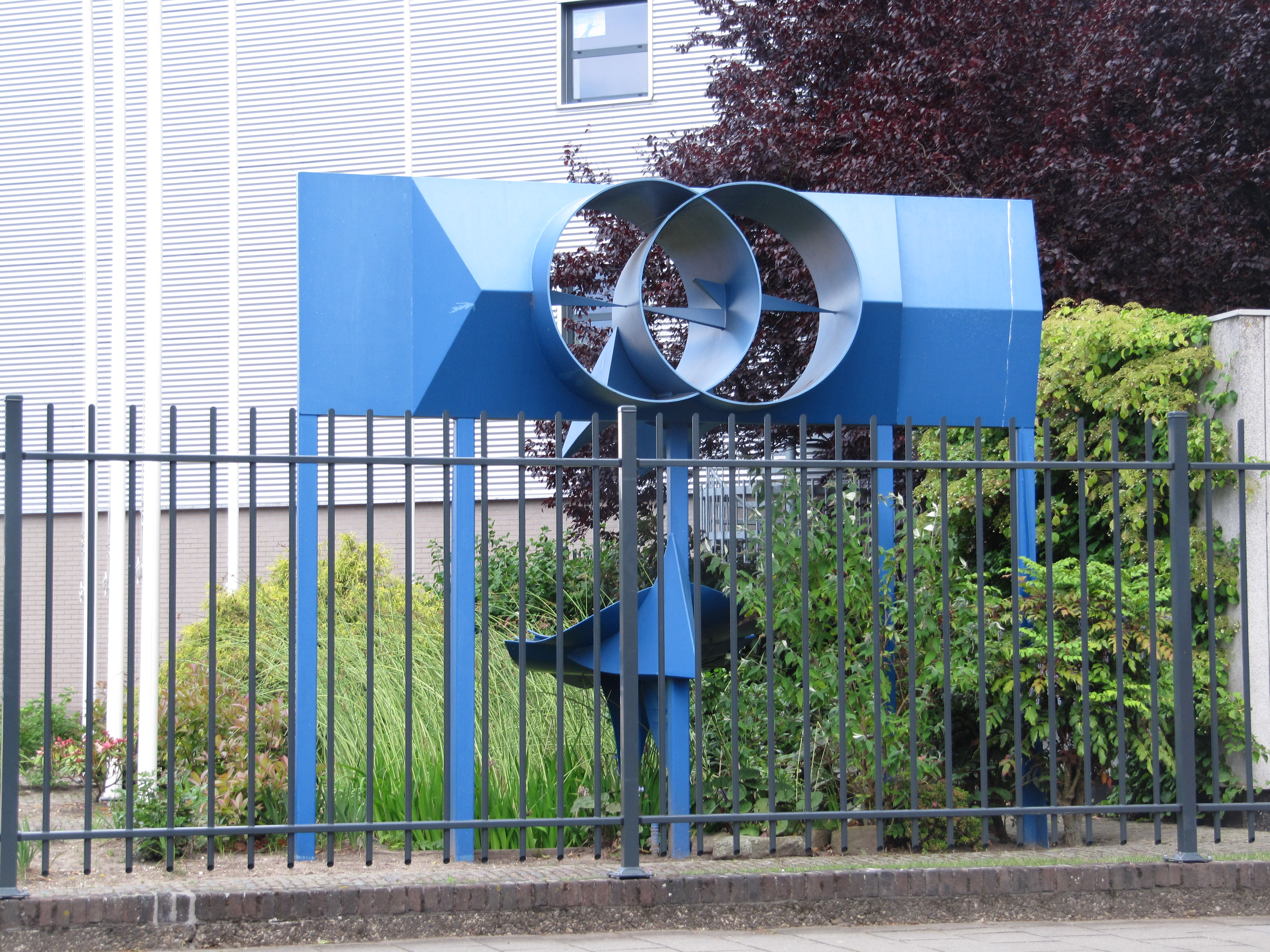
Sculptuur bij de ingang van Smit Transformatoren
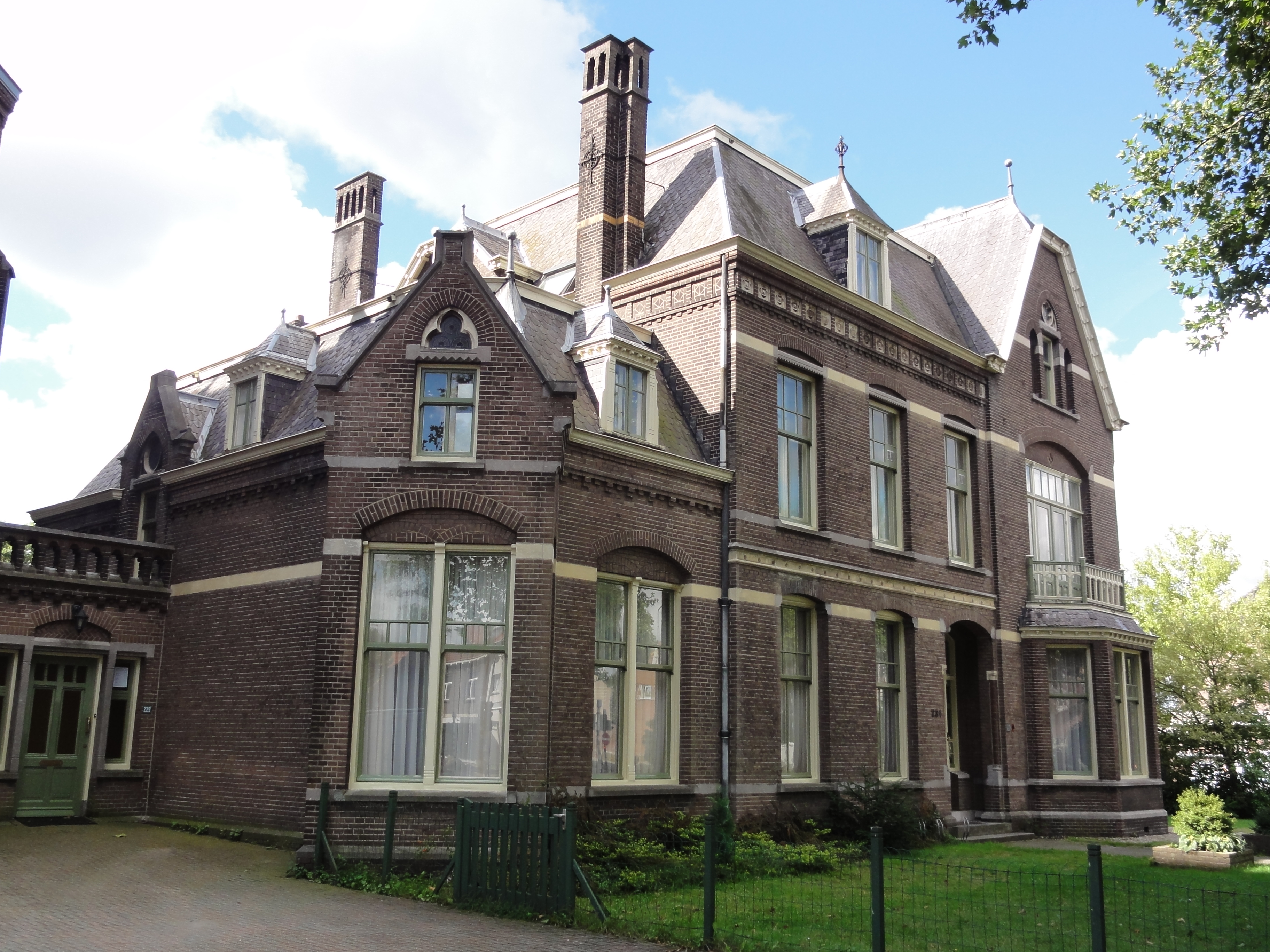
Pastorie bij de Groenestraatkerk
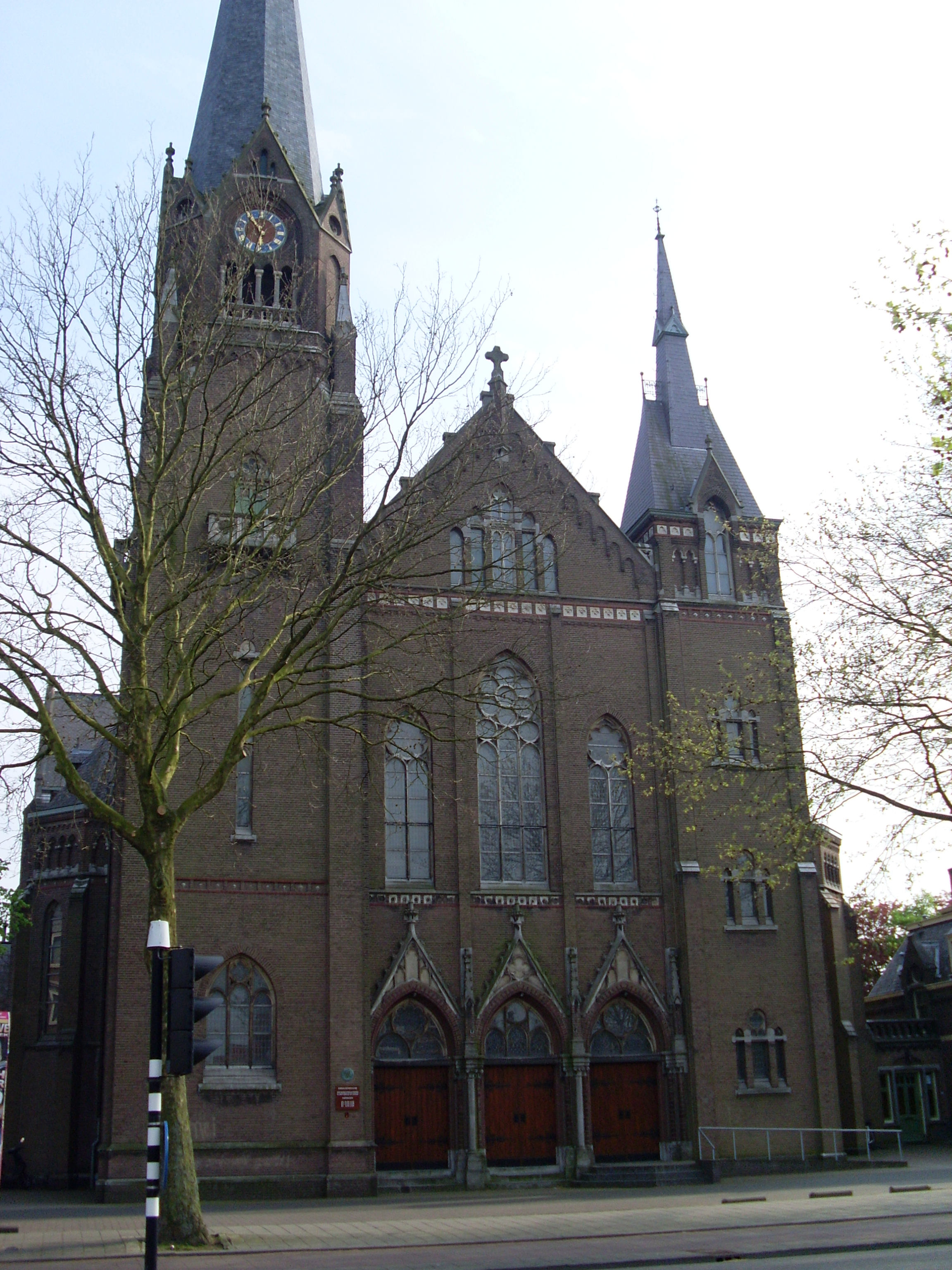
De Groenestraatkerk